# Gong Seung-yeon
Dans ce nom coréen, le nom de famille, Gong, précède le nom personnel.
Gong Seung-yeon est une actrice sud-coréenne, née le 27 février 1993 à Séoul. Elle a joué dans plusieurs séries télévisées telles que My Lovely Girl (2014) ou  Are You Human? (2018).

## Filmographie

### Long métrage
- 2024 : Handsome Guys (핸섬가이즈) de Nam Dong-hyeop : Kim Mi-na

### Séries télévisées
- 2012 : I Love Lee Tae-ri : Mi-mi
- 2014 : My Lovely Girl : Seo Yoon-ji
- 2015 : Heard It Through the Grapevine : Seo Noo-ri
- 2015 : Six Flying Dragons : Min Da-kyung
- 2016 : The Master of Revenge : Kim Da-hae
- 2016 : The Sound of Your Heart : caméo
- 2017 : Introverted Boss : Eun Yi-soo
- 2017 : Circle : Han Jung-yeon
- 2017 : My Only Love Song : Song Soo-jung
- 2017 : Meloholic : caméo
- 2017 : Drama Special – Midsummer's Memory : caméo
- 2018 : Are You Human? : Kang So-bong
- 2019 : Flower Crew: Joseon Marriage Agency : Gae Ddong
- 2021 : Bulgasal: Immortal Souls : Dan Sol